# District de Futian
Le district de Futian (福田区 ; pinyin: Fútián Qū) est l'une des dix subdivisions administratives de la ville de Shenzhen dans la province du Guangdong en Chine.
Un quartier de centre d'affaires de Shenzhen se situe dans ce district.

## Sous-districts
Futian a 8 sous-districts :
- Futian 福田
- Nanyuan 南园
- Yuanling 园岭 (園嶺)
- Shatou 沙头 (沙頭)
- Xiangmihu 香密湖
- Meilin 梅林  (où se trouve le réservoir Meilin)
- Lianhua 莲花 (蓮花)
- Huafu 华富 (華富)

## Population
Au recensement de 2000, on dénombrait à Futian 909.571 habitants :

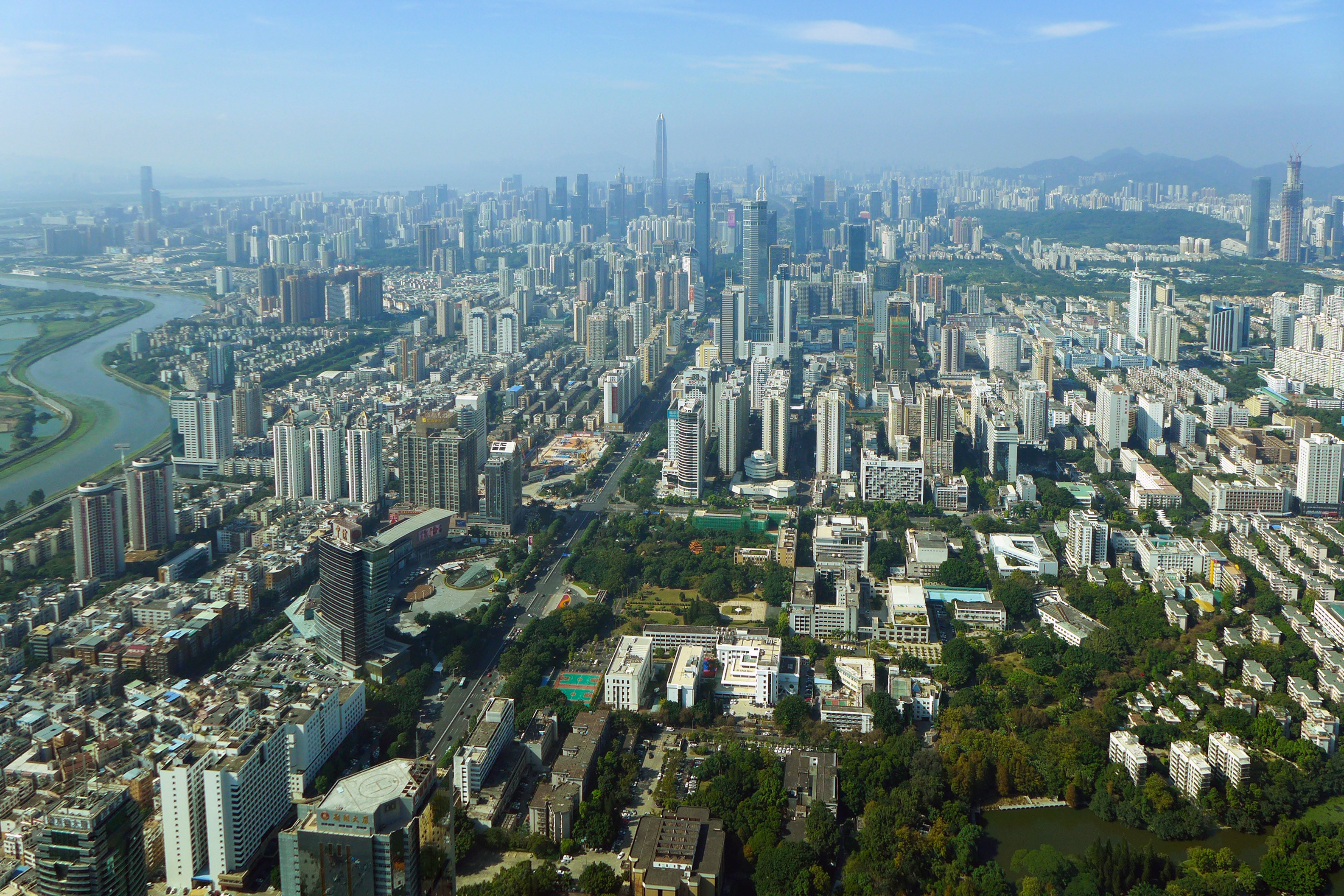
Panorama

| Ethnie    | Total   | Pourcentage |
| --------- | ------- | ----------- |
| Han       | 896 059 | 98,51 %     |
| Zhuang    | 2 367   | 0,26 %      |
| Tujia     | 1 605   | 0,18 %      |
| Mandchous | 1 582   | 0,17 %      |
| Hui       | 1 571   | 0,17 %      |
| Miao      | 1 271   | 0,14 %      |
| Mongols   | 900     | 0,1 %       |
| Coréens   | 782     | 0,09 %      |
| Dong      | 719     | 0,08 %      |
| Yao       | 558     | 0,06 %      |
| Yi        | 413     | 0,05 %      |
| Bai       | 328     | 0,04 %      |
| Buyei     | 272     | 0,03 %      |
| She       | 161     | 0,02 %      |
| Tibétains | 152     | 0,02 %      |
| Li        | 114     | 0,01 %      |
| Autres    | 717     | 0,07 %      |

## Transport

### Métro

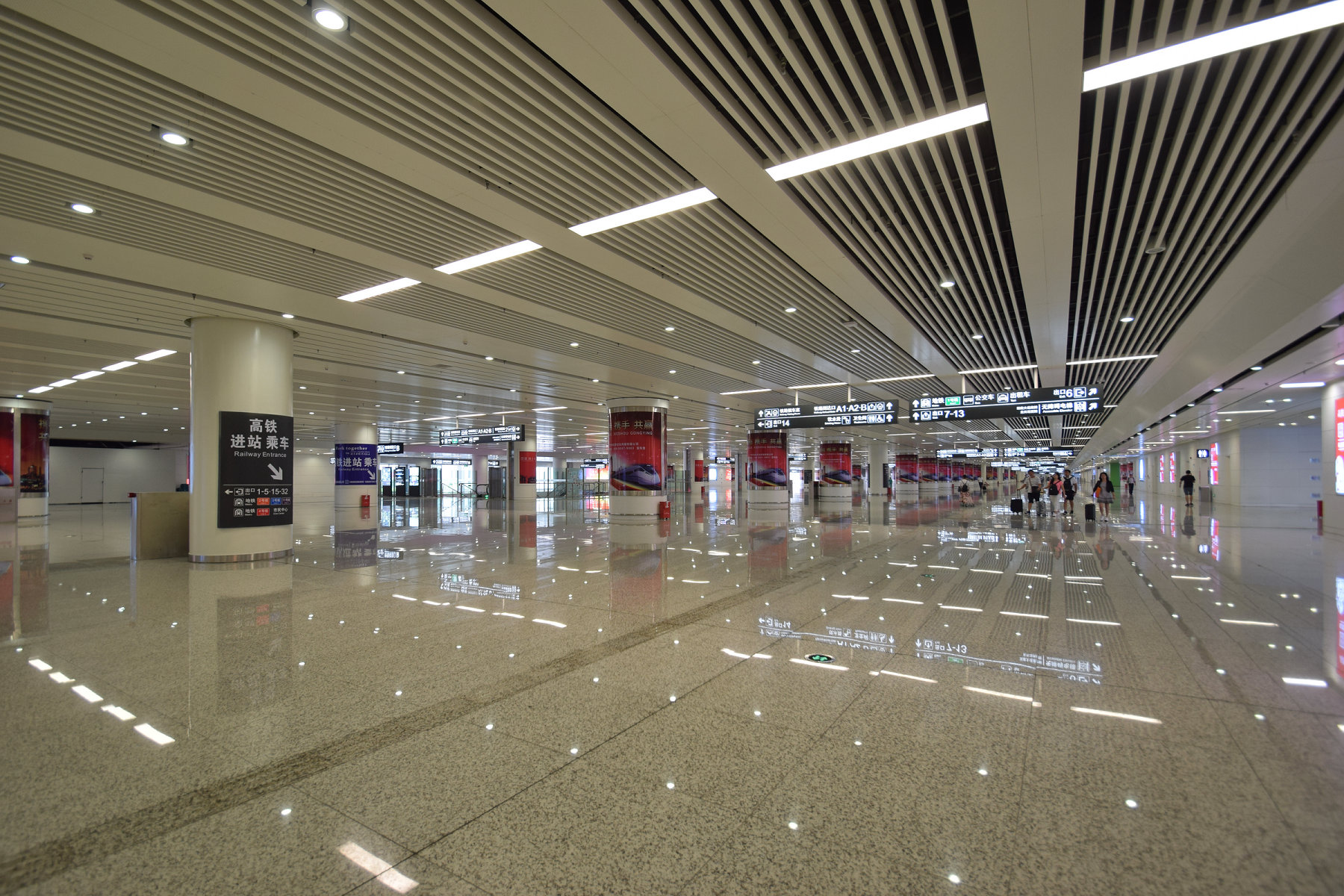
Gare de Futian

Situation au début de 2011 :
- Ligne 1
  - Science Museum 科学馆
  - Huaqiang Road 华强路
  - Gangxia 岗厦
  - Convention & Exhibition Center 会展中心
  - Shopping Mall 购物公园
  - Honey Lake 香蜜湖
  - Chegong Temple 车公庙
  - Bamboo Forest 竹子林
- Ligne 4
  - Futian Port Point 福田口岸 [1][2]
  - Fumin 福民
  - Convention & Exhibition Center 会展中心
  - Civic Center 市民中心
  - Children's Palace 少年宫

### Gare
La gare de Futian, entièrement souterraine, est située en plein cœur du quartier d'affaires, et est desservie par la ligne à grande vitesse Canton - Shenzhen - Hong Kong. En prenant le train à grande vitesse, 14 minutes pour arriver à Hong Kong-West Kowloon.

## Monuments
- Mosquée de Shenzhen au n°7 de la route Meilin.